# Bataille du Polytimète
Campagnes d'Alexandre le Grand
Batailles
- Pélion
- Thèbes

- Granique
- Milet
- Halicarnasse
- Issos
- Tyr
- Gaugamèles
- Portes persiques

- Aornos
- Hydaspe

La bataille du Polytimète oppose en octobre 329 av. J.-C., durant les campagnes d'Alexandre le Grand, les Macédoniens à Spitaménès, le satrape révolté de Sogdiane. Elle se déroule le long de la rivière Polytimète, près de Samarcande dans l'actuel Ouzbékistan. La troupe macédonienne, formée en grande partie de mercenaires et commandée par Pharnuchès de Lycie, est sévèrement battue par les archers montés scythes. Elle est considérée comme la seule défaite militaire durant les campagnes d'Alexandre.

## Contexte historique
Au début de l'année 329 av. J.-C., après avoir livré Bessos aux Macédoniens, Spitaménès prend la tête de la résistance des peuples de Sogdiane et de Bactriane en ralliant en particulier les Sakas et les Massagètes. Il assiège Samarcande, capitale de la Sogdiane, tandis qu'Alexandre doit lutter plus au nord contre les Scythes. Alexandre charge alors une troupe, commandée par Pharnuchès, avec pour adjoints Caranos, Andromaque et Ménédème, de lutter contre Spitaménès. Cette armée se compose de 60 Compagnons à cheval, 800 mercenaires à cheval (commandés par Caranos) et de 1 500 fantassins mercenaires. Durant l'été, Spitaménès est contraint de lever le siège de Samarcande. Mais dans la bataille qui s'ensuit les Macédoniens sont défaits par un corps de cavalerie scythe, les forçant à se replier sur la rivière Polytimète dont les rives boisées promettent un abri. Les officiers macédoniens refusent la demande de Pharnuchès de le remplacer à la tête des troupes, probablement par fidélité aux ordres d'Alexandre mais aussi pour ne pas endosser la responsabilité d'une défaite.

## Déroulement
Face à l'arrivée de la cavalerie scythe, la témérité ou la lâcheté de Caranos l'amène à tenter la traversée de la rivière avec la cavalerie sous son commandement. Le reste des troupes s'avançant après lui dans la précipitation et le désordre, ils sont exterminés par les 600 archers montés scythes : 2 000 soldats sont tués. Pharnuchès ainsi que Caranos, Andromaque et Ménédème trouvent la mort, même si seule la mort de Caranos et de Ménédème est explicitement exposée par les sources'. Il y a très peu de survivants : 40 cavaliers et 300 fantassins selon Arrien.

## Conséquences
La réaction d'Alexandre est significative de son profond désarroi puisqu'il interdit aux rescapés, sous peine de mort, de divulguer la réalité de ce désastre. La répression contre les Sogdiens est implacable : Cyropolis est détruite, les hommes en âge de porter les armes sont tués.
Cette bataille est considérée comme la seule défaite militaire durant les campagnes d'Alexandre. Elle est la première et dernière fois qu'Alexandre confie un commandement militaire à un oriental. Selon le point de vue des Macédoniens, les controverses entre Pharnuchès et ses trois adjoints ont été à l'origine de la défaite.
Durant l'hiver 329-328 av. J.-C., Spitaménès profite du séjour d'Alexandre à Samarcande pour s'attaquer à la Bactriane d'où il est chassé avec grande difficulté par Artabaze. En décembre 328, Coénos le défait. Il est tué lorsque les Massagètes, inquiets de la réaction d'Alexandre, qui vient de signer un traité avec les Scythes, le trahissent et portent sa tête à Alexandre.

## Sources antiques
- Arrien, Anabase [lire en ligne], IV.
- Quinte-Curce, L'Histoire d'Alexandre le Grand [lire en ligne].